# 索里韦拉
索里韦拉，是西班牙卡斯蒂利亚-莱昂萨拉曼卡省的一个市镇。 总面积21平方公里，总人口377人（2001年），人口密度18人/平方公里。